# 矮螺旋狸藻
矮螺旋狸藻（Genlisea pygmaea），為一種螺旋狸藻屬的小型陸生食肉植物，原產於南美洲，分布在巴西、委內瑞拉、蓋亞那、哥倫比亞共和國、以及千里達島。最初描述是由奧古斯丁·聖-伊萊爾於1833年時發表。矮螺旋狸藻具有球莖，開黃色花。相較於其他螺旋狸藻而言，本種十分易於種植。